# Demszky Gábor
Demszky Gábor (Budapest, 1952. augusztus 4. –) magyar jogász, szociológus, politikus, a demokratikus ellenzék, majd a Szabad Demokraták Szövetségének (SZDSZ) volt tagja, 1990–2010 között – öt hivatali cikluson át – Budapest főpolgármestere.

## Élete
Közgazdász szülők gyerekeként született. Szülei mindketten az MSZMP tagjai és káderei voltak. Édesapja különböző külkereskedelmi vállalatoknál, így a Chemolimpex Külkereskedelmi Vállalatnál vezető beosztásban, édesanyja a Pénzügy Minisztériumban főosztályvezetőként szintén vezető beosztásban dolgozott az államszocializmus évtizedei alatt.
A Kaffka Margit Gimnáziumban, majd 1970-től az ELTE Állam- és Jogtudományi Karán tanult. 1972-ben egy szélsőbaloldali  maoista szervezkedésben való részvételéért és a rendszert balról bíráló 1919-es tanácsköztársaságot éltető megemlékezés miatt egy évre kizárták az egyetemről és a KISZ-ből. Ezalatt taxisofőrként, majd könyvtárosként dolgozott. 1976-ban jogi diplomát szerzett. Tanárai közül különösen nagy hatást gyakorolt rá Kemény István szociológus. 1976 és 1981 között a Világosság munkatársa volt. 1979-ben részt vett a Szegényeket Támogató Alap megalapításában. Egy nyilatkozatban szolidaritást vállalt a Charta ’77-tel; ezután politikai tevékenysége miatt elvesztette állását, egy időre utazási és publikációs tilalom alá került.
1981-ben az ELTE Bölcsészettudományi Karon szociológus diplomát szerzett. Ugyanebben az évben Rajk Lászlóval és Nagy Jenővel együtt létrehozta az AB Független Kiadót. 1982-től élt együtt Hodosán Róza szociológussal, a demokratikus ellenzék tagjával, aki később SZDSZ-es országgyűlési képviselő is lett. 1985-ben házasodtak össze, 1991-ben elváltak. Megalapította és szerkesztette a Hírmondót, részt vett a Beszélő, a Máshonnan Beszélő és a Magyar Zsidó szamizdat lapok kiadásában, nyomtatásában és terjesztésében. 1984-ben hatóság elleni erőszak címén fél év börtönt kapott, három évre felfüggesztve. 1988-89-ben ösztöndíjasként tíz hónapig az Egyesült Államokban, a Columbia Egyetemen tanult.

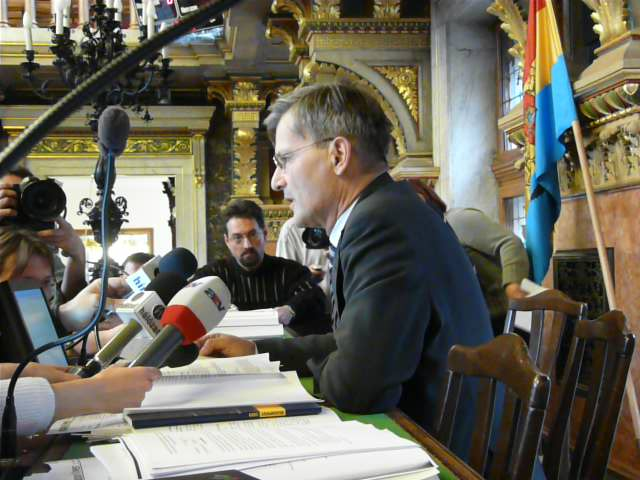
Demszky Gábor a Fővárosi Közgyűlésen 2009. december 17-én

1988-ban alapító tagja volt a Szabad Kezdeményezések Hálózatának, majd a belőle kialakuló Szabad Demokraták Szövetségének. 1988 októberétől az SZDSZ Országos Tanácsának, 1989 októberétől 1990-ig a párt országos ügyvivői testületének tagja. 1989. június 16-án, a budapesti Hősök terén, Nagy Imre és mártírtársai újratemetésén az SZDSZ nevében Béki Gabriellával együtt koszorúzott. Az 1990-es választásokon a VII. kerület parlamenti képviselőjévé választották, a Parlament nemzetbiztonsági bizottságának elnöke és a külügyi bizottság tagja lett. 1990. október 31-én Budapest főpolgármesterévé választották; a két tisztség összeférhetetlensége miatt parlamenti képviselőségéről lemondott.
1990-től 2010-ig főpolgármester (négyszer választották újra). 1998-ban, 2002-ben és 2006-ban parlamenti képviselő is lett az SZDSZ listavezetőjeként, de mindháromszor a főpolgármesterséget választotta. A 2004-es európai parlamenti választásokon az SZDSZ listájának vezetőjeként az Európai Parlamentnek (EP) is tagja lett, mandátumáról azonban a két tisztség összeférhetetlensége miatt még ugyanabban az évben lemondott. A BKV-vel kapcsolatos 2009-es nyári botrány következményeinek felszámolása körüli egyet nem értés oda vezetett, hogy 2009. október 13-án az MSZP budapesti elnöksége megállapította, a Szabad Demokraták Szövetsége felmondta az MSZP-vel 2006-ban megkötött fővárosi koalíciós megállapodást, így felbomlott az MSZP és az SZDSZ koalíciója, ami 1994 óta biztosította a többséget Demszky számára.
2010 nyarán az SZDSZ tagrevíziót tartott, párttagságát nem újította meg. 2011 márciusában, 58 évesen korkedvezménnyel nyugdíjba vonult. 2011 októberében Berlinbe költözött, ahol másfél évet töltött, majd Washingtonban lakott egy évig. 2014-ben hazaköltözött Budapestre. 

### Magánélete
Demszky első házasságából 1973-ban született legidősebb gyermeke, Alma Mira (később a Károly Róbert Főiskola docense). 1974-ben született meg Demszky örökbe fogadott fia, Dániel.
1982-től élt együtt Hodosán Róza szociológussal, a demokratikus ellenzék tagjával, aki később SZDSZ-es országgyűlési képviselő is lett. 1985-ben házasodtak össze, 1991-ben elváltak. 1992-ben vette feleségül Révai Verát, Révai József kommunista politikus unokáját, akinek tőle 1994-ben Dorottya és 1995-ben András nevű gyermeke született. 2000-ben váltak el. Negyedik felesége Németh Anikó volt, ötödik felesége Kapitány Noémi ügyvéd.

## Kritikák

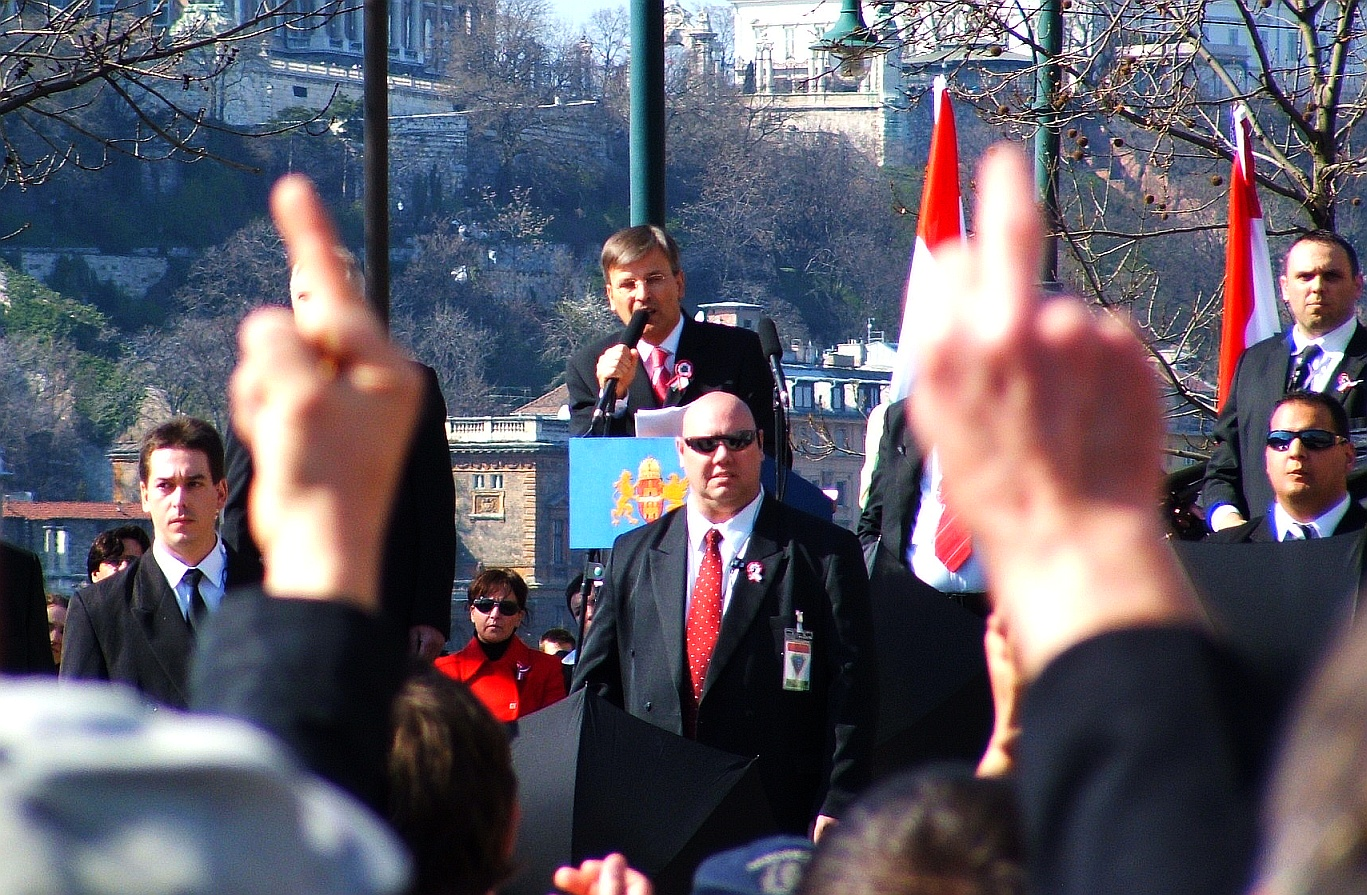
Demszky Gábor ellentüntetőkhöz beszél ünnepi beszéde közben, 2007. március 15-én

Kritikusai leggyakrabban a be nem tartott ígéreteit kérik számon. Szemére vetik, hogy 1994 óta a később, főpolgármestersége után, 2014-ben átadott M4-es metróvonallal kampányolva nyerte meg mindegyik választást, mások meg pont a 4-es metró iránti fanatikus ragaszkodását bírálják, amelynek árából hasznosabb beruházásokat vélnek megvalósíthatónak – a beruházásnak 2003-ban kellett volna elkészülnie, de az Orbán-kormány 1998-ban – a Fővárossal fennálló szerződést megsértve – megvonta az állami támogatást a beruházástól, amikor pedig a Főváros egyedül is bele akart vágni, az állami hatóságok indokolatlanul lassan adták ki az engedélyeket.
Számosan kétségbe vonják az ún. demokratikus ellenzékben betöltött szerepét, sőt egyenesen egykori „ellenzékiségét” is megkérdőjelezik. Erre sokak szerint családjának kommunista bekötöttsége szolgáltatott alapot: Szülei fegyelmezett párttagokként vezető pozíciókat töltöttek be, nagyapja Demszky Rudolf pedig szovjet–kommunista pártmunkás volt, második felesége Hodosán Róza, harmadik felesége, Révai Vera, a rákosista Révay József unokája. Családi viszonyairól önéletrajzi könyvében is írt.
Mások a korábbi, egyetemi körökben közismerten szélsőbaloldali, tanácsköztársaságot is éltető, a nemzeti gondolkodást, „jobboldali reakciót” támadó maoista múltját, vagy a későbbi együttműködését az MSZP-vel kárhoztatják, vagy éppen legendás barátságát Helmut Zilkkel, Bécs közismerten kommunista, KGB-ügynök néhai polgármesterével.
Szemére vetették a hajléktalankérdés megoldatlanságát is, az elviselhetetlen, nem európai köztisztasági és közbiztonsági állapotok kulminálását Budapest utcáin, az aluljárókban és a járműveken.
Sokan szemére vetik még a horvátországi villájának ügyét, csak úgy, mint amikor kiderült, hogy gyakorlatilag fillérekért használ egy igen magas kategóriájú terepjárót. 2006-ban szóba került felelőssége az ún. villamosbotrány ügyében is. Szintén 2006-ban került a kritika középpontjába a szabad véleménynyilvánítás korlátozására irányuló traktortilalomra és a demonstrációkon való kihangosítási tilalomra vonatkozó rendeletei miatt is.
Bírálni szokták azért is, hogy a főváros főpolgármestereként miért lakik Budakeszin – mások ellenérvként azt hozzák föl, hogy így nap mint nap szembesül a kiköltözőket érintő közlekedési anomáliákkal.
Felháborodást váltott ki Gergényi Péter, Budapest rendőrfőkapitányának 2006-os kitüntetése, amely alig pár héttel az október 23-ai erőszakos események után történt, amelyeken az utcai rendőri túlkapások miatt többen súlyosan vagy könnyebben megsebesültek, köztük Révész Máriusz országgyűlési képviselő is.  2007. március 15-én ünnepi beszédét a kormány ellen tüntető tömeg előtt tartotta. Az ünnepség során folyamatosan kifütyülték és tojással dobálták meg.
A sorozatos BKV-botrányok hatására több tanú is terhelően vallott Hagyó Miklós alpolgármesterre és Mesterházy Ernőre, Demszky főtanácsadójára. Az Index című internetes újságnak 2010 februárjában Demszky Gábor úgy nyilatkozott, hogy politikai értelemben emiatt ő is felelős a kialakult helyzetért, mivel Antal Attila kinevezését ő is támogatta. A főpolgármesteri székről azonban nem kívánt lemondani.
Szimpatizánsai leginkább kiégettségét kifogásolják, általános vélemény szerint már korábban abba kellett volna hagynia a főpolgármesterséget. 2000-ig kifejezetten népszerű politikus volt, amikor azonban rövid ideig az SZDSZ elnökeként politizált, a közvélemény-kutatási adatok gyors hanyatlást mutattak.

## Érdemei
Erényének szokták tartani a város kulturális sokszínűségének megőrzését, ezt politikai ellenfele és utóda, Tarlós István is elismerte egy interjúban. Főpolgármestersége alatt kiterjedt művészmozi-hálózat létesült, a Toldi, a Művész, a Corvin és más mozik részvételével.
A főváros rengeteg színházat tart fönt, sok színvonalas előadással. Főpolgármesteri regnálása alatt indult a Budapesti Búcsú, amelyet a szovjet csapatok kivonulásának emlékére rendeznek meg. Szintén Demszky alatt indult el a Diáksziget, amely mára Sziget Fesztivál néven nemzetközileg ismert eseménnyé nőtte ki magát. Az 1981-ben indult Budapesti Tavaszi Fesztivált is lelkesen támogatta.
Az első két ciklusban végzett munkáját jobban ismerők szerint távol tartotta a korrupciót[forrás?] és Atkári János gazdasági főpolgármester-helyettessel vigyáztak a Főváros költségvetésére, ennek eredményeképp a főváros időnként a magyar államnál is jobb adósnak számított[forrás?] a nemzetközi pénzpiacon. Később a fentieknek egyre kevésbé tudott vagy akart eleget tenni, 2010-re korrupciós gyanúk botrányaitól lett hangos a városháza.
A 4-es metró alagútjai a 2010-es kormányváltásig már majdnem végig voltak fúrva. Az M0-ás körgyűrű eddigi teljes szakasza, valamint a Rákóczi híd (1995) és a Megyeri híd (2008) is Demszky ideje alatt épült meg.[forrás?]

## Díjak
- Freedom to Publish (1983)
- Budapest díszpolgára (2020)

## Művei
- Borravaló (1972)
- Od-Nowa; s.n., s.l., 1981 (szamizdat)
- Győri Péter–Demszky Gábor–Berkovits György: Újpest. Tanulmánykötet; Művelődéskutató Intézet, Budapest, 1982 (Műhelysorozat. Művelődéskutató Intézet)
- Budapest jövője. Várospolitika 2000-ig; SZDSZ, Budapest, 1994
- Magyarország és az ellenzéki mozgalmak a közép-kelet-európai posztkommunista átmenet kérdéseivel foglalkozó szaksajtó tükrében, 1981–1989. Dokumentumok; összeáll. Demszky Gábor; Demszky Gábor, Budapest, 1997
- A szabadság visszahódítása; Új Mandátum, Budapest, 2001
- Keleti éden. Szamizdat apámnak; Noran, Budapest, 2008
- Elveszett szabadság. Láthatatlan történeteim; Noran Libro, Budapest, 2012
- A visszakapcsolt diktafon - Életútinterjú; Multiverzum kiadó, Budapest, 2024